# El Menaouer
El Menaouer (în arabă المنور) este o comună din provincia Mascara, Algeria.
Populația comunei este de 9.690 de locuitori (2008).